# 补体受体
补体受体（英語：complement receptor）是补体系统中的受体，是先天免疫系統的一部分。当有病原体入侵时，可通过抗体或其他途径激活补体蛋白切割为活性形式，再与细胞表面的补体受体结合，激活下一步反应 。

## 列表
| CR 名称                            | 配体                    | CD         |
| CR1                                | C3b, C4b, iC3b          | CD35       |
| CR2                                | C3d, iC3b, C3dg, EB病毒 | CD21       |
| CR3 ， 巨噬细胞-1抗原或 整合素αMβ2 | iC3b                    | CD11b+CD18 |
| CR4 ，整合素αXβ2或 "p150,95"       | iC3b                    | CD11c+CD18 |
| C3a受体                            | C3a                     | -          |
| C5a受体                            | C5a                     | CD88       |